# 野村博 (哲学者)
野村 博（のむら ひろし、1926年9月22日 - ）は、日本の哲学研究者、佛教大学名誉教授。
京都府生まれ。京都大学文学部哲学科卒、同大学院博士課程満期退学。佛教大学助教授、社会学部教授。97年定年退任、名誉教授。バートランド・ラッセルなど英米哲学を研究した。

## 著書
- 『人間性と倫理』光彩社、1970年
- 『ラッセルの社会思想』法律文化社、1974年
- 『自由の探究』世界思想社、1981年

### 翻訳
- S.A.イェンセン『ウィリアム・サマセット・モームの文学 寛容の人生観』美誠社、1971年
- A.C.ダス『社会とは何か 社会研究序説』藤山照英共訳、法律文化社、1977年
- H.A.ディーン『ハロルド・ラスキの政治思想』法律文化社、1977年
- スヴェトザール・ストヤノヴィッチ『社会主義の批判と未来 理想と現実の狭間』御茶の水書房、1980年
- F.アラン・ハンソン『文化の意味 異文化理解の問題』飛田就一共監訳、法律文化社、1980年
- L.グリーンスパン『科学と自由 ラッセルの予言』世界思想社、1982年
- フランク・ハーン『理性と自由 社会学思想的考察』晃洋書房、1991年
- トム・キャンベル『人間社会に関する七つの理論』加藤信孝共監訳、晃洋書房、1993年
- ロバート・N.ベック『社会観の探求 社会哲学への誘い』北樹出版、1994年